# Christopher Eubanks
Christopher Eubanks (Atlanta, 5 maggio 1996) è un tennista statunitense.

## Biografia
Vanta un titolo in singolare nel circuito maggiore ai Mallorca Championships 2023. I suoi migliori ranking ATP sono stati il 29º posto in singolare nel luglio 2023 e il 142º in doppio nell'agosto 2024.
Ha conseguito il miglior risultato nelle prove del Grande Slam spingendosi fino ai quarti di finale in singolare a Wimbledon 2023. Il risultato più prestigioso in doppio sono stati i quarti di finale raggiunti agli US Open 2020.

## Statistiche

### Singolare

#### Vittorie (1)
| Legenda tornei       |
| Grande Slam (0)      |
| ATP Finals (0)       |
| ATP Masters 1000 (0) |
| Giochi olimpici (0)  |
| ATP Tour 500 (0)     |
| ATP Tour 250 (1)     |

| N. | Data           | Torneo                          | Superficie | Avversario in finale | Punteggio |
| 1. | 1º luglio 2023 | Mallorca Championships, Maiorca | Erba       | Adrian Mannarino     | 6–1, 6–4  |

### Tornei minori

#### Singolare

##### Vittorie (5)
| Legenda tornei minori |
| Challenger (4)        |
| Futures (1)           |

| N. | Data             | Torneo                                     | Superficie  | Avversario in finale | Punteggio        |
| 1. | 18 giugno 2017   | USA F17, Winston-Salem                     | Cemento     | Kevin King           | 7–5, 2–6, 7–6(6) |
| 2. | 29 aprile 2018   | Torneo Internacional Challenger León, León | Cemento     | John-Patrick Smith   | 6–4, 3–6, 7–6(4) |
| 3. | 13 giugno 2021   | Orlando Open II, Orlando                   | Cemento     | Nicolás Mejía        | 2–6, 7–6(3), 6–4 |
| 4. | 14 novembre 2021 | Knoxville Challenger, Knoxville            | Cemento (i) | Daniel Altmaier      | 6–3, 6–4         |
| 5. | 10 novembre 2024 | Knoxville Challenger, Knoxville            | Cemento (i) | Learner Tien         | 7–5, 7–6(9)      |

##### Sconfitte in finale (5)
| Legenda tornei minori |
| Challenger (3)        |
| Futures (2)           |

| N. | Data             | Torneo                                                | Superficie  | Avversario in finale | Punteggio        |
| 1. | 25 giugno 2017   | USA F19, Winston-Salem                                | Cemento     | Tommy Paul           | 4–6, 4–6         |
| 2. | 7 gennaio 2018   | USA F1, Los Angeles                                   | Cemento     | Karue Sell           | 7–6(5), 2–6, 2–6 |
| 3. | 22 aprile 2018   | Jalisco Open, Guadalajara                             | Cemento     | Marcelo Arévalo      | 4–6, 7–5, 6(4)–7 |
| 4. | 5 novembre 2022  | Charlottesville Men's Pro Challenger, Charlottesville | Cemento (i) | Ben Shelton          | 6(4)–7, 5–7      |
| 5. | 13 novembre 2022 | Knoxville Challenger, Knoxville                       | Cemento (i) | Ben Shelton          | 3–6, 6–1, 6(4)–7 |

#### Doppio

##### Vittorie (4)
| Legenda tornei minori |
| Challenger (3)        |
| Futures (1)           |

| N. | Data             | Torneo                                       | Superficie  | Compagno       | Avversari in finale                       | Punteggio   |
| 1. | 24 giugno 2017   | USA F19, Winston-Salem                       | Cemento     | Kevin King     | Dominik Köpfer Luis David Martínez        | 6–3, 6–4    |
| 2. | 7 ottobre 2017   | Monterrey Challenger, Monterrey              | Cemento     | Evan King      | Marcelo Arévalo Miguel Ángel Reyes Varela | 7–6(4), 6–3 |
| 3. | 16 novembre 2019 | Champaign-Urbana Challenger, Champaign       | Cemento     | Kevin King     | Evan Hoyt Martin Redlicki                 | 7–5, 6–3    |
| 4. | 6 marzo 2021     | St. Petersburg Challenger I, San Pietroburgo | Cemento (i) | Roberto Quiroz | Jesper de Jong Sem Verbeek                | 6–4, 6–3    |

##### Sconfitte in finale (3)
| Legenda tornei minori |
| Challenger (2)        |
| Futures (1)           |

| N. | Data           | Torneo                                          | Superficie | Compagno             | Avversari in finale                 | Punteggio        |
| 1. | 17 giugno 2017 | USA F17, Winston-Salem                          | Cemento    | Kevin King           | Brandon Holt Riley Smith            | 6(4)–7, 3–6      |
| 2. | 13 luglio 2019 | Winnetka USTA Pro Tennis Championship, Winnetka | Cemento    | Thai-Son Kwiatkowski | Bradley Klahn JC Aragone            | 5–7, 4–6         |
| 3. | 5 giugno 2021  | Little Rock Challenger, Little Rock             | Cemento    | Roberto Quiroz       | Nicolás Barrientos Ernesto Escobedo | 6–4, 3–6, [5–10] |

## Risultati in progressione

### Singolare
| Tornei Grande Slam |     |     |     |     |     |     |     |     |     |      |
| Australian Open    | A   | A   | A   | 1T  | 1T  | Q1  | Q2  | 2T  | 2T  | 2–4  |
| Open di Francia    | A   | A   | Q1  | Q1  | Q2  | Q1  | Q1  | 1T  | 1T  | 0–2  |
| Wimbledon          | A   | A   | Q1  | Q2  | ND  | Q1  | Q2  | QF  |     | 4–1  |
| US Open            | Q1  | 1T  | Q2  | 1T  | A   | 1T  | 2T  | 2T  |     | 2–5  |
| Vittorie-Sconfitte | 0–0 | 0–1 | 0–0 | 0–2 | 0–1 | 0–1 | 1–1 | 6–4 | 1–2 | 8–12 |

### Doppio
| Tornei Grande Slam |         |         |         |         |         |         |         |         |     |     |
| Australian Open    | Assente | Assente | Assente | Assente | Assente | Assente | Assente | Assente | 1T  | 0–1 |
| Open di Francia    | Assente | Assente | Assente | Assente | Assente | Assente | Assente | 1T      |     | 0–1 |
| Wimbledon          | Assente | Assente | Assente | Assente | ND      | A       | A       | 1T      |     | 0–1 |
| US Open            | A       | 2T      | 1T      | A       | QF      | 2T      | 2T      | 1T      |     | 5–6 |
| Vittorie-Sconfitte | 0–0     | 1–1     | 0–1     | 0–0     | 2–1     | 1–1     | 1–1     | 0–3     | 0-1 | 5–9 |